# كوري جوزيف
كوري جوزيف (بالإنجليزية: Cory Joseph)‏ مواليد 20 أغسطس 1991، هو لاعب كرة سلة كندي يلعب مع فريق تورونتو رابتورز في الرابطة الوطنية لكرة السلة ويحمل الرقم 5. يبلغ طوله 6 قدم 3 بوصة (1.9 م).

## فرق لعب لها
- سان أنطونيو سبرز

## روابط خارجية
- كوري جوزيف على موقع الاتحاد الدولي لكرة السلة (الإنجليزية)
- كوري جوزيف على موقع إن بي أي (الإنجليزية)
- كوري جوزيف على موقع سبورتس رفرنس (الإنجليزية)
- كوري جوزيف على موقع كرة السلة الأوروبية.كوم (الإنجليزية)
- كوري جوزيف على موقع إي إس بي إن.كوم (الإنجليزية)
- كوري جوزيف على موقع كلية كرة السلة في سبورتس رفرنس.كوم (الإنجليزية)
- كوري جوزيف على موقع ريلجم (الإنجليزية)
- كوري جوزيف على موقع بروبوليرز (الإنجليزية)
- كوري جوزيف على موقع سبورتس رفرنس (الإنجليزية)
- كوري جوزيف على موقع سبورتس رفرنس (الإنجليزية)